# Darci Sprotte Neto
Darci Sprotte Neto (sinh ngày 25 tháng 3 năm 1987) là một cầu thủ bóng đá người Brasil.

## Sự nghiệp câu lạc bộ
Darci Sprotte Neto đã từng chơi cho Ventforet Kofu.